# Jungle Fight 81
Jungle Fight 81 foi um evento de artes marciais mistas promovido pelo Jungle Fight, que ocorreu em 12 de setembro de 2015, em Palmas, Tocantins. 
O lutador tocantinense Maike Linhares conquistou o cinturão peso-galo (até 61,2 kg) do Jungle Fight ao derrotar Rodrigo Praia na noite de sábado, em Palmas. A torcida que compareceu ao Ginásio Ayrton Senna festejou com a finalização do atleta local no evento principal do Jungle Fight 81, sua oitava vitória em oito lutas no MMA.O evento levou 18 lutas ao Ginásio Ayrton Senna, e os atletas corresponderam, com muitos golpes plásticos. O co-evento principal, entre Nildo Katchau e Paulinho Capoeira, foi um dos destaques da noite. Capoeira venceu por decisão dividida dos juízes laterais, e recebeu do presidente do Jungle, Wallid Ismail, a promessa de disputar o cinturão dos pesos-moscas contra Bruno Menezes, o atual campeão. Outro destaque foi a cotovelada giratória de Toninho Marajó, que deu início à sua vitória por nocaute técnico contra Josimar Ninja no primeiro round..

## Ligações Externas
1. ↑  novo campeão dos Moscas do Jungle Fight
2. ↑  30-27 29-28 28-30 Capoeira disputará o cinturão dos pesos-moscas
3. ↑  30-27 29-28 29-28
4. ↑  triplo 29-28